# Iglesia de Nuestra Señora de la Natividad (Alborea)
La iglesia de Nuestra Señora de la Natividad está situada en Alborea (Albacete, España), y es popularmente conocida como la Catedral de La Manchuela. Es un templo cuya construcción corresponde a varias épocas, desde el siglo XVI al siglo XVIII, debido a los diferentes conceptos arquitectónicos que se aprecian al estudiar su cabecera y la zona de las naves. El templo puede adscribirse al estilo barroco, aunque la existencia de una bóveda nervada nos remite a una época anterior.
Fue declarada Bien de Interés Cultural el 8 de octubre de 1991. Identificador otorgado por el Ministerio de Cultura: RI-51-0007115.
Lo más destacable de esta iglesia es un gran ábside ochavado que posee, inspirado en algunas obras del barroco andaluz. Llama también la atención el fuerte contraste existente entre la magnífica traza de este cuerpo y las naves, excesivamente reducidas en altura y longitud.
Su cabecera es de planta central, con bóveda de cuatro vanos cuadrilobulados, decorada con lunetos y apeada en pilastras, con capitel corintio y entablamiento; con nave principal y a ambos lados capillas laterales. La cubierta de esta nave central es estrellada en el primer tramo y de arista en los restantes que apean en medias columnas.
Las portadas presentan un barroco muy depurado, con elementos puristas. El frontón curvo partido con una ova supone el elemento que distorsiona el purismo del resto del conjunto. La torre se levanta con dos cuerpos rematados en pirámides y cubiertos en tejas dentro de un rico cuerpo volumétrico.
Entre las capillas laterales destaca una con un hermoso camarín ricamente pintado con frescos de simbología mariana del siglo XVIII. Y toda la ornamentación que cubre por completo la iglesia corresponde al gusto barroco. Otros elementos funcionales y de gran valor en la construcción del edificio son sus campanas, un valioso reloj, magnífica obra del siglo XVIII, sus pilas y sus rejas.
Esta iglesia es el resultado del aparejo de las fórmulas góticas con las barrocas, donde los arquitectos supieron concebir una fórmula de adaptación entre lo gótico y lo clásico, dando lugar a un templo de grandes dimensiones, que resultará una novedad por su empaque clásico.
El interior de la iglesia produce una fascinante impresión, una sorpresa constante, dadas las varias perspectivas que sus tres naves procuran. Y donde esta arquitectura sorprendente alcanza un "clímax" es en la gran cúpula, que se presiente al fondo de las perspectivas lejanas como mágica exaltación de la luz y el color.
En conjunto, este templo, desde lejos y en su proximidad, nos ofrece una extraordinaria y grandiosa visión, produciendo la impresión de que emerge, como una erupción volcánica sobre el cráter del caserío del municipio, formando una montaña de lava atrayente y de elevada hermosura, conocida por el sobrenombre de la Catedral de La Manchuela.